# Campionati del mondo di atletica leggera indoor 1995 - Getto del peso femminile
La gara di getto del peso femminile si è tenuta l'11 marzo 1995 presso lo stadio Palau Sant Jordi di Barcellona.

## La gara

### Finale
| Record mondiale       | Helena Fibingerová | 22,50 m | Jablonec | 19 febbraio 1977 |
| Record dei Campionati | Xinmei Sui         | 20,54 m | Siviglia | 10 marzo 1991    |
| Capolista stagionale  |                    |         |          |                  |

Sabato 11 marzo 1995, ore 18:40.
| Pos     | Atleta              | Nazionalità | 1ª prova | 2ª prova | 3ª prova | 4ª prova | 5ª prova | 6ª prova | Risultato |
| ------- | ------------------- | ----------- | -------- | -------- | -------- | -------- | -------- | -------- | --------- |
| Oro     | Kathrin Neimke      | Germania    | 18,97 m  | x        | 19.40 m  | 18.37 m  | 19.35 m  | 19.25 m  | 19,40 m   |
| Argento | Connie Price-Smith  | Stati Uniti | 18,30 m  | x        | 19,12 m  | 17,94 m  | x        | x        | 19,12 m   |
| Bronzo  | Grit Hammer         | Germania    | 18,48 m  | 18,94 m  | 18,92 m  | 19,02 m  | 18,68 m  | 18,96 m  | 19,02 m   |
| 4       | Liuhong Zhang       | Cina        | 18,84 m  | x        | x        | x        | 17.91 m  | x        | 18,84 m   |
| 5       | Xinmei Sui          | Cina        | 18,57 m  | 18,74 m  | x        | 18,81 m  | 18,78 m  | 18,77 m  | 18,81 m   |
| 6       | Valentyna Fedjušyna | Ucraina     | 18,48 m  | x        | x        | x        | x        | x        | 18,48 m   |
| 7       | Mihaela Oana        | Romania     | 17,71 m  | 18,07 m  | 17,93 m  | 17,73 m  | x        | 17,99 m  | 18,07 m   |
| 8       | Judy Oakes          | Regno Unito | 17,77 m  | x        | x        |          |          |          | 17,77 m   |
| 9       | Nataša Erjavec      | Slovenia    | 17,22 m  | 17,41 m  | x        |          |          |          | 17,41 m   |
| 10      | Corrie De Bruin     | Paesi Bassi | 16,90 m  | 16,66 m  | 16,88 m  |          |          |          | 16,90 m   |
| 11      | Eileen Vanisi       | Stati Uniti | 16,10 m  | x        | x        |          |          |          | 16,10 m   |
| 12      | Larisa Peleshenko   | Russia      | 19,69 m  | x        | 19,76 m  | 19,49 m  | 19,93 m  | 19,48 m  | 19,93 m   |

### Classifica
Sabato 11 marzo 1995
| Pos.    | Atleta              | Età | Nazione     | Misura  | Note                          |
| ------- | ------------------- | --- | ----------- | ------- | ----------------------------- |
| X       | Larisa Peleshenko   | 31  | Russia      | 19,93 m | dq, 55.2.i                    |
| Oro     | Kathrin Neimke      | 28  | Germania    | 19,40 m |                               |
| Argento | Connie Price-Smith  | 32  | Stati Uniti | 19,12 m | Miglior prestazione personale |
| Bronzo  | Grit Hammer         | 28  | Germania    | 19,02 m |                               |
| 4       | Liuhong Zhang       | 26  | Cina        | 18,84 m |                               |
| 5       | Xinmei Sui          | 30  | Cina        | 18,81 m |                               |
| 6       | Valentyna Fedjušyna | 30  | Ucraina     | 18,48 m |                               |
| 7       | Mihaela Oana        | 26  | Romania     | 18,07 m |                               |
| 8       | Judy Oakes          | 37  | Regno Unito | 17,77 m |                               |
| 9       | Nataša Erjavec      | 26  | Slovenia    | 17,41 m |                               |
| 10      | Corrie De Bruin     | 18  | Paesi Bassi | 16,90 m |                               |
| 11      | Eileen Vanisi       | 22  | Stati Uniti | 16,10 m |                               |